# Bloqueio de Biafra

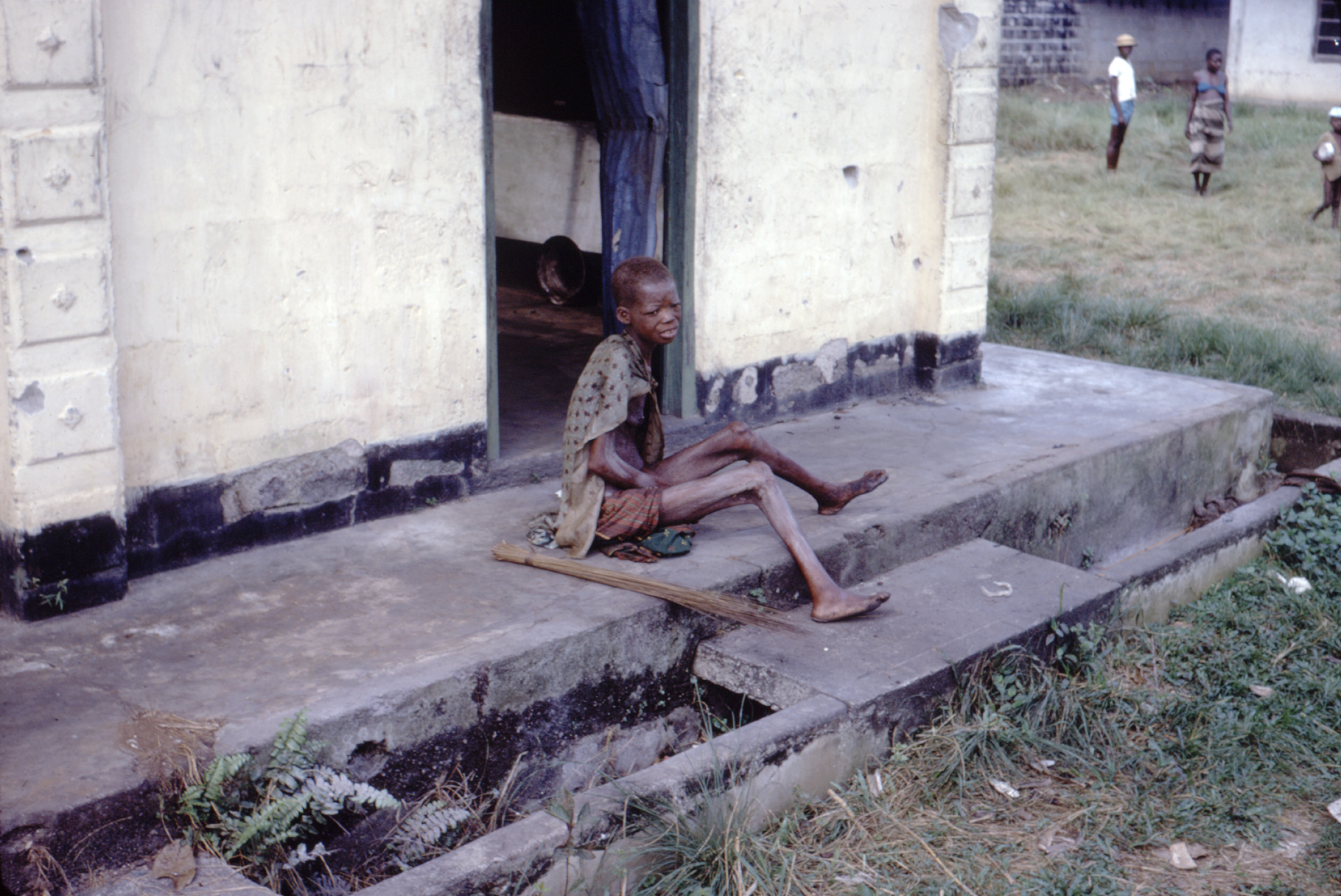
Mulher faminta durante o bloqueio de Biafra

O bloqueio de Biafra pelo governo federal nigeriano durante a Guerra Civil Nigeriana (1967–1970) resultou em uma fome que custou pelo menos um milhão de vidas e terminou com a capitulação do estado secessionista de Biafra.
O bloqueio e a crise humanitária resultante estimularam a mobilização mundial e o amplo debate sobre o conceito de genocídio. Também estimulou um debate abrangente sobre se era ou não apropriado descrever os eventos que ocorreram em Biafra como um genocídio. Por fim, contribuiu para a reforma da lei do bloqueio para proteger civis e a proibição da fome como método de guerra nas emendas de 1977 às Convenções de Genebra.

## Contexto

A República do Biafra em junho de 1967, quando declarou sua independência do resto da Nigéria.

Após o contragolpe nigeriano de 1966, pogroms anti-igbos irromperam no norte da Nigéria, matando milhares de igbos. Chukwuemeka Odumegwu Ojukwu declarou a independência de Biafra nas áreas povoadas pelos igbos da Nigéria em 1967, e o governo federal liderado por Yakubu Gowon lançou uma guerra civil contra a entidade secessionista.

## O bloqueio

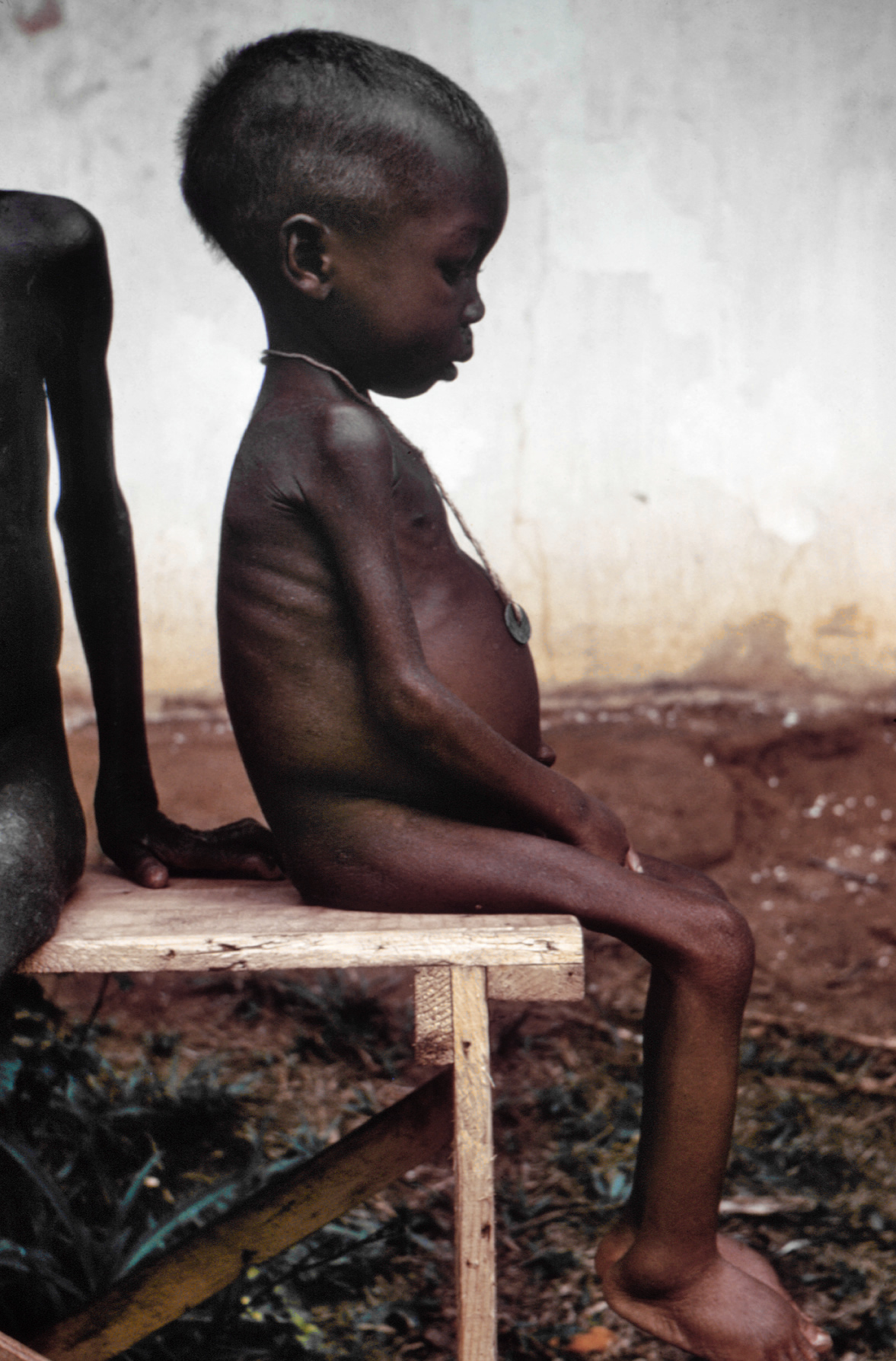
Criança faminta durante o bloqueio.

Durante as primeiras semanas da guerra, o governo nigeriano decidiu impor um bloqueio a Biafra. O acesso à república secessionista por meio de transações em moeda estrangeira, correio e telecomunicações, e todos os portos marítimos e aeródromos seriam cortados. Inicialmente não estava claro se o bloqueio da costa de 200 milhas (320 km) seria eficiente com os navios à disposição da Marinha da Nigéria e se a Força Aérea Nigeriana conseguiria interditar as rotas aéreas. No entanto, o bloqueio foi eficaz e mantido pelos próximos dois anos e meio. O governo nigeriano confiou no direito internacional para impor o bloqueio, já que na época a fome como arma de guerra não era proibida e todos os países neutros eram obrigados a cumprir um bloqueio anunciado. O governo nigeriano ameaçou reagir contra países que desconsiderassem o bloqueio e fizeram um acordo com Camarões para obstruir a fronteira terrestre de Biafra. Alguns contrabandistas tentaram violar o bloqueio, mas dois navios foram destruídos pela marinha nigeriana.
O bloqueio interditou alimentos, medicamentos e outros suprimentos necessários para civis. Os líderes federais nigerianos obstruíram a passagem de suprimentos de emergência  e declararam que a fome era uma tática deliberada de guerra, embora também rejeitassem relatos de fome como propaganda biafrense..

Tudo é justo na guerra e a fome é uma das armas da guerra. Não vejo por que deveríamos alimentar nossos inimigos engordando-os, apenas para lutar contra nós com mais força. Obafemi Awolowo, vice-presidente do Conselho Executivo Federal e Comissário de Finanças
Não quero ver nenhuma Cruz Vermelha, nenhuma Caritas, nenhum Conselho Mundial de Igrejas, nenhum Papa, nenhum missionário e nenhuma delegação da ONU. Quero evitar que um único ibo tenha ao menos uma coisa para comer antes de sua capitulação. Brigadeiro Benjamin Adekunle
O governo de Biafra rejeitou voos de ajuda diurnos e um corredor de ajuda proposto. Seu líder Ojukwu argumentou que essas rotas permitiriam ao governo nigeriano envenenar os biafrenses e possibilitar o bombardeio de Biafra. No entanto, outra razão era preservar as rotas clandestinas das quais Biafra continuava a importar armas e munições. Estima-se que um milhão ou mais de pessoas morreram como resultado do bloqueio. A maioria das vítimas de guerra eram civis, especialmente crianças, que eram especialmente vulneráveis à desnutrição.
Outra consequência do bloqueio foi o aumento da criminalidade violenta em Biafra, particularmente a extração violenta de alimentos a civis por soldados subnutridos das Forças Armadas de Biafra.

## Reações internacionais

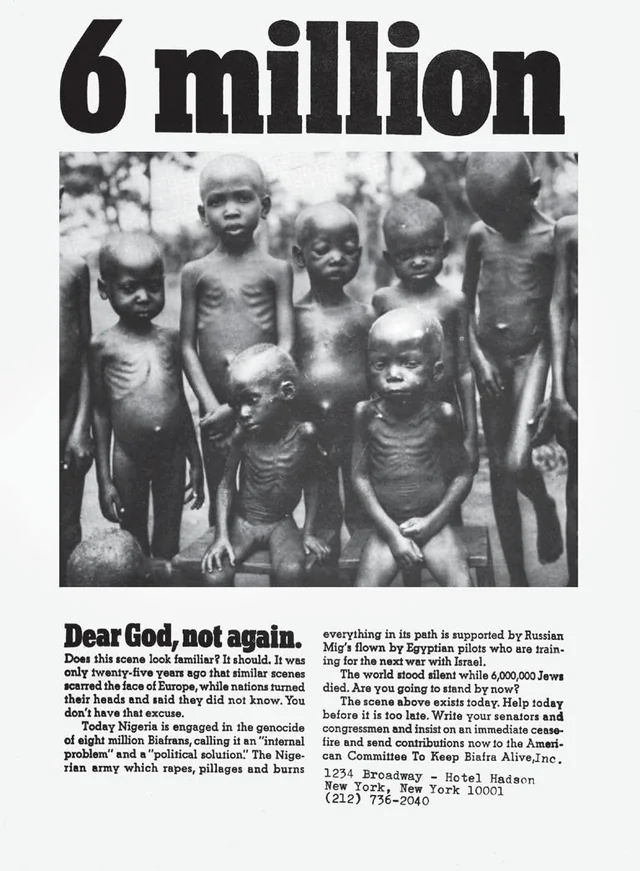
Cartaz do American Committee to Keep Biafra Alive.

Biafra atraiu uma grande atenção internacional a partir de meados de 1968, quando imagens de crianças biafrenses famintas começaram a aparecer na imprensa mundial. A propaganda biafrense comparou os igbos aos judeus e o bloqueio de Biafra ao Holocausto. Inicialmente, a opinião pública internacional simpatizou com as alegações biafrenses, mas mudou depois que o Reino Unido enviou uma missão de investigação à Nigéria que relatou que o genocídio não estava a ocorrer. Alguns acadêmicos que inicialmente acreditavam que havia um genocídio em Biafra, como Robert Melson, mudaram de opinião depois de perceber que o governo nigeriano não planejava matar todos os igbos, e porque as razões para suas mortes eram políticas e não raciais.
A maior organização nos Estados Unidos que se formou em reação à guerra de Biafra foi o American Committee to Keep Biafra Alive. Na Alemanha Ocidental, a guerra resultou em uma mobilização sem precedentes e a quantia de dinheiro arrecadada, 70 milhões de marcos, excedeu a arrecadada anteriormente para qualquer causa humanitária. Algumas organizações de ajuda humanitária, incluindo o CICV, só operaram com a permissão de ambos os beligerantes, limitando os esforços de ajuda.
Os esforços de ajuda foram interrompidos em junho de 1969, quando um avião da Cruz Vermelha Sueca foi abatido pelas forças do governo nigeriano.

## Legado
Logo após o fim da guerra civil, em 1970, esta foi amplamente esquecida fora da Nigéria e não foi muito mencionada no campo dos estudos sobre genocídio. O CICV reconheceu que o fracasso de seu esforço de socorro foi devido em parte à lei de bloqueio endossada pelas potências ocidentais e intensificou os seus esforços para garantir proteções jurídicas mais fortes para os civis. De acordo com o Protocolo II de 1977, "objetos indispensáveis à sobrevivência da população civil" são protegidos e ataques contra eles são proibidos.
Na Nigéria, o bloqueio e suas vítimas foram ignorados nas comemorações oficiais e nos currículos escolares. Em 2021, o presidente da Nigéria, Muhammadu Buhari, fez tuítes aludindo à guerra, que foram deletados por promover a violência; posteriormente, o Twitter foi banido na Nigéria.
Estudos de cohorte sugerem que a fome teve impacto de longo prazo na saúde dos sobreviventes.

## Nota
- Este artigo foi inicialmente traduzido, total ou parcialmente, do artigo da Wikipédia em inglês cujo título é «Blockade of Biafra».